# Erbe Elektromedizin
Erbe Elektromedizin GmbH mit Stammsitz im baden-württembergischen Tübingen und  Rangendingen entwickelt, produziert und vertreibt chirurgische und endoskopische Produkte für Kliniken und Facharztpraxen. Das Produktprogramm umfasst Systeme – Geräte und Instrumente – für die Elektrochirurgie, Gefäßversiegelung, Argonplasma-Koagulation (APC), Hydrochirurgie (Wasserstrahl-), Kryo- (Kälte-) und Hybridtechnologien. Am Stammsitz sind alle global agierenden Abteilungen vertreten.
Standorte
Erbe verfügt über weitere Entwicklungs- und Produktionsstandorte in Deutschland und weltweit:
- Erbe Vision GmbH in Wurmlingen (Tuttlingen)
- Blazejewski MEDI-TECH GmbH (bmt) in Sexau (Freiburg)
- Erbe Medical LLC in Tempe Arizona, USA
- Erbe Vision Ltd. in Shanghai, China
- Erbe Elektromedizin GmbH, Rangendingen

International ist Erbe mit verschiedenen Sales- und Serviceunits (SSU) vertreten, darunter in Belgien, Brasilien, China, Frankreich, Großbritannien, im Libanon, in den Niederlanden, in Indien, Italien, Österreich, Polen, Russland, in der Schweiz, in Singapur, Spanien, Südkorea und in den USA. Der Fachhandel deckt rund 120 weitere Länder ab.

## Geschichte
Die Firma wurde 1851 von Christian Heinrich Erbe in Tübingen gegründet. Der Gründer und seine Nachfahren entwickelten in Zusammenarbeit mit Wissenschaftlern und Medizinern der Universität Tübingen Instrumente und Zubehör für die Medizintechnik sowie optische Geräte.
Elektrochirurgie
Erbe ist Miterfinder der Elektrochirurgie und brachte 1923 sein erstes Elektro-Chirurgiegerät auf den Markt, das ausschließlich für die Chirurgie verwendet wurde. 1985 kam das erste automatisch geregelte Elektrochirurgiegerät heraus.
Das neueste Elektrochirurgiegerät VIO® 3 kam 2015 auf den Markt mit komfortabler geführter Bedienung (stepGUIDE) über Touch Screen. Zeitgleich mit dem VIO® 3 ist auch der Vertriebsstart für das Gerät APC 3, das in der flexiblen Endoskopie und in der Chirurgie für die Argonplasma-Koagulation eingesetzt wird.

Flexible APC-Sonde
1995 entwickelt Erbe in Zusammenarbeit mit dem Universitätsklinikum Tübingen die erste flexible Sonde für die Anwendung der Argonplasma-Koagulation (APC) in der Gastroenterologie. Diese Technik eignet sich vor allem um oberflächig Blutungen zu stillen und um Gewebe zu devitalisieren. Der Strom wird dabei ohne direkten Gewebekontakt durch Funken auf das Gewebe geleitet.

Kryotechnologie
Um 1975 nimmt Erbe die Kryotechnologie ins Produktprogramm auf. Diese Technik wird dazu eingesetzt, Gewebe durch Gefrieren bei −50 °C und tiefer zu zerstören. Erbe setzt heute mit dem ERBECRYO® 2 und flexiblen Einwegsonden ausschließlich auf die Anwendung in der Lungenheilkunde (Pulmologie). Gewebe lässt sich damit anfrieren und aus den Bronchien und aus den äußeren Lungenbereichen als Biopsat (Gewebeprobe) entnehmen.

Hydrochirurgie
Mit dem Wasserstrahl des ERBEJET® 2 lassen sich Organe wie die Leber selektiv dissezieren. Dabei bleiben Blutgefäße bei einem entsprechenden Druck/Effekt erhalten. Sie können gezielt elektrochirurgisch koaguliert, versiegelt und geclipt werden.

Hybridtechnologie
Im Jahr 2014 bringt Erbe die flexible Sonde HybridKnife® auf den Markt. Die Sonde verbindet erstmals Elektro- mit der Wasserstrahl-Chirurgie. Sie wird in den Arbeitskanal eines Endoskops eingeführt. Damit lassen sich ohne Instrumentenwechsel Tumoren der Schleimhaut im Magen oder Darm markieren, anheben, schneiden und bei Bedarf Blutungen koagulieren.

Imaging Technologien
2021 ergänzt Erbe das Produktprogramm durch Bildgebung wie Monitor, Kamerasystem, Recorder, Endoskop, Kaltlichtquelle und NIR-Technologie (Nahinfrarotspektroskopie). Damit können anatomische Strukturen fluoreszierend und gut sichtbar dargestellt werden.
Die bisherigen Geschäftsführer des Familienunternehmens waren:
- Christian Heinrich Erbe (1851–1882)
- Christian Gottfried Erbe (1882–1907)
- Pauline Erbe (1907–1923)
- Christian Otto Erbe (1923–1962)
- Helmut Erbe (1962–2003)
- Christian Otto Erbe, Reiner Thede (bis 2019)
- Christian Otto Erbe (Geschäftsführer); ab 2019: Markus Enderle (CMO), Marcus Felstead (CCO), Helmut Scherer (CTO), Daniel Zimmermann (CFO)

## Anwendung der Produkte
Primär werden die Systeme in der Allgemeinchirurgie, Gynäkologie, Urologie sowie Gastroenterologie (flexiblen Endoskopie) und Pneumologie als individuell konfigurierte Workstations eingesetzt. Basismodul ist das Elektrochirurgiegerät VIO® 3, das in Software, Hardware und Instrumenten für Chirurgie und Endoskopie auf die jeweilige Disziplin abgestimmt ist. Weitere Komponenten ergänzen die Workstation optional: Geräte für die Argonplasma-Koagulation (APC 3), Hydrochirurgie (ERBEJET® 2) oder Kryotechnologie (ERBECRYO® 2) sowie das Rauchabsaugsystem (IES 3), die Endoskopie-Spülpumpe EIP 2.
Elektrochirurgie: mit hochfrequentem Wechselstrom kann der Chirurg schneiden, koagulieren (blutstillen), devitalisieren (z. B. Tumorgewebe zerstören) und gefäßversiegeln. Elektrochirurgie kommt bei fast jedem chirurgischen Eingriff zum Einsatz. Beim Schneiden werden die Schnittränder gleichzeitig blutgestillt.
Gefäßversiegelung: eine spezielle Anwendungsform der Elektrochirurgie, um Gefäße und Gewebestrukturen ohne Naht oder Ligatur zuverlässig zu verschließen.
Argonplasma-Koagulation (APC): Dabei wird HF-Strom kontaktlos über ionisiertes Argongas (Plasma) übertragen. Beispiel: bei einer Magen- oder Darmspiegelung können Blutungen sofort gestillt, kleinere Gewebeveränderungen devitalisiert werden.
Kryotechnologie: wird verwendet, um Gewebe durch Kälte zu devitalisieren (z. B. Tumorgewebe zu zerstören) oder durch Anfrieren zu extrahieren. Beispiel: bei einer Bronchoskopie (Lungenspiegelung) können Tumore oder Fremdkörper nach dem Anfrieren extrahiert werden.
Hydrochirurgie: trennt mit einem Wasserstrahl Gewebe und schont Gefäße. Beispiel: bei der Leberchirurgie werden Blutgefäße und Gallengänge freigespült und können gezielt nach ihrer Größe versorgt werden.

### Instrumente und Zubehör
Erbe bietet ganzheitliche Lösungen an mit Geräten und passenden Instrumenten und Zubehör: einmal- sowie wiederverwendbare Instrumente für die offene Chirurgie, Laparoskopie und flexible Endoskopie. Teil der Lösungen sind außerdem klinische Weiterbildung in der Erbe Academy mit weltweiten Standorten und After Sales Services.

## Anwendungen
Gastroenterologie: Polypektomie, Papillotomie, Argonplasma-Koagulation (Blutungsmanagement), Hybridtechnologien für die ESD (Endoskopische Submukosa Dissektion), Barrett-Ösophagus-Ablation
Allgemeinchirurgie: Leberchirurgie, Cholezystektomie, Thyreoidektomie, Gastrektomie, Kolonresektion
Urologie: Prostatektomie, Zystektomie mit Neoblase, TUR (Transurethrale Resektion der Prostata oder Blase), Nephrektomie
Gynäkologie: Hysterektomie (offenchirurgisch, laparoskopisch, transvaginal), Endometrium-Therapie, Mammachirurgie
Pneumologie: Kryobiopsie (gutaratiger Stenosen oder Lungenfibrose), Kryorekanalisation, Extraktion von Fremdkörpern oder Blutpfropfen

## Film
- Chirurgie mit Feuer und Eis – Die Firma Erbe und die Elektromedizin. Dokumentarfilm, Deutschland, 2015, 29:38 Min., Buch und Regie: Lothar Zimmermann, Produktion: SWR, Reihe: made in Südwest, Erstsendung: 5. August 2015 bei SWR, Inhaltsangabe von ARD, online-Video.